# Lužany (Jičín)
Lužany é uma comuna checa localizada na região de Hradec Králové, distrito de Jičín‎.